# Antrix Corporation
Antrix Corporation Limited — индийская государственная компания, находящаяся под административным контролем Департамента космических исследований. Создана в сентябре 1992 года для коммерческого использования космической продукции ISRO, предоставления технических консультационных услуг и передачи технологий в промышленность.

## История
Antrix зарегистрирована как частная компания с ограниченной ответственностью, принадлежащая правительству Индии 28 сентября 1992 года. Её цель — продвигать продукты, услуги и технологии ISRO. Компания является предприятием государственного сектора, и полностью принадлежит правительству Индии. Управление находится в ведении Департамент космических исследований Индии (DoS).
Antrix сотрудничала с EADS Astrium, Intelsat, Avanti Group, WorldSpace, Inmarsat и другими космическими организациями Европы, Ближнего Востока и Юго-Восточной Азии.
В 2008 году правительство Индии присвоило компании статус «миниратна», что дало новые финансовые и инвестиционные возможности. В 2014—2015 годах оборот компании составил 18 крор рупий.

## Достижения
- Успешный запуск спутника W2M для Eutelsat[7]
- Успешные поставки надежных спутниковых систем и подсистем. Некоторые из наиболее известных клиентов: Hughes, Matra Marconi, WorldSpace и т. д.
- Успешные запуски коммерческих спутников SPOT 687 (Франция), Pathfinder & Dove (США), TecSar (Израиль), Kitsat (Корея), Tubsat (DLR — Германия), BIRD (DLR — Германия), PROBA[англ.], Verhaert (Бельгия) на борту ракета-носителя PSLV.
- Осуществление множества вспомогательных услуг для международных космических агентств. Некоторые из клиентов, использующих услуги Antrix, — World Space PANAMSAT, GE Americom[англ.], AFRISTAT и т. д.
- Услуги по запуску и выведение на орбиту[англ.], IOT, TTC.
- Два спутника; один из Франции и один из Японии были запущены в сентябре 2012 года.
- Успешный запуск пяти спутников, в том числе французского SPOT 7[англ.] 30 июня 2014 года.
- Запуск британского спутника UK-DMC 3[англ.] 10 июля 2015 года[8].

## Деловые соглашение
29 января 2014 года Antrix, подписала Соглашение о предоставлении услуг по запуску спутников с британской компанией DMC International Imaging, стопроцентной дочерней компанией Surrey Satellite Technology Limited, Великобритания) для запуска трёх спутников наблюдения Земли DMC-3, построенных SSTL, на борту ракеты-носителя PSLV.
5 февраля 2014 года Antrix подписала соглашение о предоставлении услуг по запуску с ST Electronics (Satcom & Sensor Systems), Сингапур), для запуска спутника наблюдения Земли TeLEOS-1 на борту PSLV. Эти запуски запланированы в период с конца 2014-го по конец 2015 года.
29 сентября 2014 года во время открытия Международного конгресса астронавтики в Торонто Канада объявила, что решила заключить договор на запуск в июле 2015 года своего коммуникационного спутника M3M с компанией Antrix.

## Спутниковые запуски
К январю 2018 года ISRO запустила в космос 209 иностранных спутников 23 различных стран. Во всех случаях для запуска использовалась ракета-носитель одноразового использования PSLV. Между 2013 и 2015 годами Индия запустила 28 иностранных спутников 13 различных стран, заработав суммарно $101 млн.
Antrix запустила 239 спутников между 2016 и 2019 заработав общий доход от ₹6289 крор рупий ($840 млн).

## Споры

### Мошенничество с транспондерами S-диапазона
В январе 2005 года Antrix Corporation подписала соглашение с Devas Multimedia (частная компания, образованная бывшими сотрудниками ISRO и венчурными предпринимателями из США) на аренду транспондеров S-диапазона на двух спутниках ISRO (GSAT 6 и GSAT 6A) по цене ₹14 млрд (($190 млн), что намного ниже рыночной цены, с выплатой в течение 12 лет Акции Devas были проданы с премией ₹1226000 ($16000), что суммарно дало премию ₹5,78 млрд ($77 млн) за всю долю, и получена большая прибыль. В июле 2008 года Devas продала 17 % своей доли немецкой компании Deutsche Telekom за $75 млн долларов, а к 2010 году всего было уже 17 инвесторов, включая бывших ученых ISRO.
В конце 2009 года некоторые инсайдеры из ISRO раскрыли информацию о сделке Devas-Antrix и в результате последовавших расследований сделка была аннулирована. Мадхавану Наиру, председателю ISRO на момент подписания соглашения) было запрещено занимать какие-либо должности в Департаменте космических исследований Индии. Некоторые бывшие ученые были признаны виновными в «совершении действий» или «бездействии». Devas и Deutsche Telekom потребовали $2 млрд и $1 млрд, соответственно, в качестве возмещения убытков.
Центральное бюро расследований завершило расследование аферы Antrix-Devas и зарегистрировала дело против обвиняемых в сделке Antrix-Devas в соответствии с разделом 120-B, помимо статьи 420 Уголовного кодекса Индии и статьи 13 (2) в прочтении с 13 (1) (d) Закон о ПК 1988 года от 18 марта 2015 года против тогдашнего исполнительного директора Antrix Corporation Limited, Бангалор; двух представителей американской компании; частной мультимедийной компании из Бангалора, и других неизвестных должностныех лиц Antrix, ISRO, Департаменте космических исследований Индии.